# Спорить о тени осла
Спорить о тени осла (лат. De asini umbra disceptare) — фразеологизм, означающий нелепый спор, который не заслуживает внимания.

## Первоначальная форма фразеологизма
Фразеологизм появился в древнегреческом языке и получил широкое распространение уже к III веку до н. э. Существовали различные версии греческого оригинала, среди них: «Я отдал тебе в наём осла, а не его тень» (др.-греч. «τὸν ὄνον σοι ἐμίσθωσα, οὐχὶ καὶ τὴν σκιὰν αὐτοῦ» в сборнике Fabulae Aesopicae Collectae), «за тень осла» (др.-греч. «Ὑπὲρ ὄνου σκιᾶς», эта краткая форма фразеологизма содержится в позднем компилятивном сборнике древних греческих пословиц Григория II, патриарха Константинопольского, жившего в XIII веке), «сражаться за тень осла» (др.-греч. «περὴ ὄνου σκιᾶς μάχεσθαι» у Аристофана в комедии «Осы»), «тень осла» (др.-греч. «ὄνου σκιά» у Платона).
Наиболее полный греческий текст, объясняющий смысл и происхождение фразеологизма, обнаруживается в небольшом сочинении древнегреческого паремиолога II века Зенобия «Ἐπιτομὴ ἐκ τῶν Ταρραίου καὶ Διδύμου παροιμιῶν συντεθεῖσα κατὰ στοιχεῖον». Он упоминает далее, что данный фразеологизм цитировали в разное время Платон и Менандр в комедии «Кинжал», а у Архиппа на саму эту тему была целая комедия. Этот фрагмент в оригинале и русском переводе:

Рассказывают, что оратор Демосфен, выступая в качестве защитника, когда судьи были рассеянны и невнимательны, сказал: послушайте, мужи, интересный рассказ. Некий молодой человек нанял себе осла из Афин в Мегары. Когда же наступил полдень, он, спешившись, присел отдохнуть в тени, которую отбрасывал осёл. Погонщик возразил, что отдал внаём только осла, а не его тень. Спор превратился в судебную тяжбу. Тут Демосфен умолк, а когда судьи попросили его закончить рассказ, с горечью заметил: «Басню о тени осла вы готовы слушать, а важное дело выслушать не желаете».
Греческий оригинал
Λέγουσι δὲ ὅτι Δημοσθένης ὁ ῥήτωρ ἀπολογούμενος ὑπέρ τινος κινδυνεύοντος, οὐκ ἀνεχομένων τῶν δικαστῶν, εἶπεν· Ἀκούσατε, ὦ ἄνδρες, διηγήματος τερπνοῦ· Νεανίσκος ποτὲ ὄνον ἐμισθώσατο Ἀθήνηθεν Μέγαράδε· μεσημβρίας δὲ καταλαβούσης, καταλύσας τὸν γόμον, ὑπῆλθε τὴν σκιὰν τοῦ ὄνου. Ἐκβαλλόμενος δὲ ὑπὸ τοῦ ὀνηλάτου, πρὸς βίαν διεφέρετο, μεμισθῶσθαι καὶ τὴν σκιὰν λέγων· ἀντιλέγοντος δὲ τοῦ ὀνηλάτου καὶ φάσκοντος τὸν ὄνον μεμισθωκέναι, εἰς δικαστήριον εἰσῆλθον ἀμφότεροι. Εἰπὼν δὲ ταῦτα ὁ Δημοσθένης κατέβαινεν ἐκ τοῦ βήματος. Ἀξιούντων δὲ τῶν δικαστῶν τῆς δίκης τὸ τέλος μαθεῖν, εἶπεν ἀναβὰς πάλιν ἐπὶ τοῦ βήματος· Ὑπὲρ μὲν ὄνου σκιᾶς ἀκούειν, ὦ ἄνδρες, ἐπιθυμεῖτε· ἀνθρώπου δὲ κινδυνεύοντος ὑπὲρ ψυχῆς οὐδὲ τῆς φωνῆς ἀνέχεσθε;
Ἄλλοι δὲ λέγουσιν, ὅτι Ἀθήνηθεν εἰς Δελφοὺς τὸν ὄνον ἐμισθώσατο. Ὅθεν, φασί, καὶ αὐτὸς ὁ Δημοσθένης περὶ τῆς ἐν Δελφοῖς σκιᾶς φησί, καὶ ὁ Πλάτων δέ, καὶ ἄλλοι πολλοί. Καὶ Ἀρχίππῳ δὲ κωμῳδία γέγονεν, Ὄνου σκιά. Τάττεται δὲ ἐπὶ τῶν περὶ μηδενὸς χρησίμου φιλοτιμουμένων.

— Ζηνόβιος. Ἐπιτομὴ ἐκ τῶν Ταρραίου καὶ Διδύμου παροιμιῶν συντεθεῖσα κατὰ στοιχεῖον
Близкий к этому рассказ содержится в биографии Демосфена из «Жизнеописаний десяти ораторов» Псевдо-Плутарха:

Когда однажды на собрании афиняне не давали ему слова, он заявил, что расскажет им басню. После того как установилось молчание, он начал так: «Некий юноша летом нанял осла, чтобы идти в Мегару. Около полудня, когда солнце припекало, и сам он и хозяин осла захотели посидеть в тени осла, каждый из них выгонял другого прочь, — хозяин утверждал, что отдал юноше только осла, но не его тень, а тот отвечал, что, поскольку он нанял осла, то может распоряжаться и тем, что от него исходит». Сказав так, Демосфен сделал вид, что уходит. Но афиняне тогда захотели дослушать рассказ, позвали его и попросили продолжить. Им он ответил: «Как это получается, что вы так хотите услышать рассказ о тени осла, и отказываетесь прислушиваться к вопросам, имеющим большее значение?»
Греческий оригинал
λέγειν δέ ποτε κωλυόμενος ὑπὸ Ἀθηναίων ἐν ἐκκλεσίᾳ, βραχὺ ἔφη βούλεσθαι πρὸς αὐτοὺς εἰπεῖν. τῶν δὲ σιωπησάντων, νεανίας, εἶπε, θέρους ὥρᾳ ἐμισθώσατο ἐξ ἄστεος ὄνον Μεγάραδε· μεσούσης δὲ τῆς ἡμέρας καὶ σφοδρῶς φλέγοντος τοῦ ἡλίου ἑκάτερος αὐτῶν ἐβούλετο ὑποδύεσθαι ὑπὸ τὴν σκιάν· εἴργον δὲ ἀλλήλους, ὁ μὲν μεμισθωκέναι τὸν ὄνον οὐ τὴν σκιὰν λέγων, ὁ δὲ μεμισθωμένος τὴν πᾶσαν ἔχειν ἐξουσίαν. καὶ ταῦτα εἰπὼν ἀπῄει. τῶν δὲ Ἀθηναίων ἐπισχόντων καὶ δεομένων πέρας ἐπιθεῖναι τῷ λόγῳ, εἶθ' ὑπὲρ μὲν ὄνου σκιᾶς, ἒφη, βούλεσθε ἀκούειν, λέγοντος δὲ ὑπὲρ μὲν σπουδαίων πραγμάτων οὐ βούλεσθε.

— Псевдо-Плутарх. Жизнеописания десяти ораторов (Moralia, 848A/B)

Дошла до нашего времени стихотворная интерпретация фразеологизма римским поэтом II века Бабрием, она почти не отличается от интерпретации Зенобия:
Афинянин какой-то в жаркий день летний

В соседние Мегары собрался ехать

И у погонщика себе осла нанял.

Когда в дороге путников застал полдень,

И солнце жаркие рассыпало стрелы,

Афинянин хотел в тени осла скрыться,

Чтобы найти защиту от лучей знойных.

Погонщик крикнул: «Не имеешь ты права

На эту тень — ты нанимал осла только».

Афинянин заспорил: «Я осла нанял

Со всем, что есть при нём — а стало быть, с тенью».

Вот так-то из-за тени началась ссора.— Бабрий. Тень осла (перевод М. Л. Гаспарова)
Другая версия о происхождении фразеологизма о тени осла изложена в книге IX (главы 40—42) «Метаморфоз» римского писателя II века н. э. Апулея от имени самого осла. Исследователи предполагают (примечания Симона Маркиша к русскому переводу Михаила Кузмина), что в ней на самом деле смешаны автором две разные, но близкие по смыслу греческие пословицы. Первая — «из-за ослиного взгляда». Её применяли в тех случаях, когда ничтожные причины вызывали серьёзные последствия. Вторая — говорить (спорить) «о тени осла», то есть «интересоваться пустяками, спорить из-за пустяков», характерная для традиции Зенобия и Бабрия.
В версии Апулея некий огородник поссорился с римским солдатом и спрятался от него в доме своего приятеля. Ослу, который принадлежал огороднику, подогнули ноги и втащили по лестнице на второй этаж дома, а огородник в самом доме спрятался в корзину, закрыв её крышкой. Римские солдаты стали препираться во дворе с хозяином. Осёл, привлечённый шумом, который учинили солдаты в поисках беглеца, приблизился к окну; один из солдат, посмотрев в сторону, увидел его тень, которую осёл отбрасывал через окно, и догадался, что беглец скрывается где-то в этом доме. Таким образом из-за тени осла огородник был разоблачён и схвачен.

## Распространение фразеологизма в Новое и Новейшее время
В Западной Европе фразеологизм получил наибольшее распространение в латинском переводе. В латинской версии он использован в книге британского политика-консерватора Бенджамина Дизраэли «Сивилла» (1845).
В четвёртой книге «Истории абдеритов» немецкого поэта и критика Кристофа Мартина Виланда описывается судебный процесс о тени осла, в основу которого лёг греческий фразеологизм и рассказ Зенобия. Действие происходит в городе Абдеры, граждане которого считались в Греции наивными простаками. Возник спор о тени осла, стороны обращаются в суд. Значительную часть повествования занимает описание заседания Большого совета, на котором разбирается судебное дело. Выступают представители обеих сторон. Страсти достигают предела и участники процесса перестают контролировать свои мысли и эмоции, простое дело становится неразрешимым. Когда на улице города появляется случайно осёл, то толпа бросается на него и убивает. Только после этого дело оказывается завершённым. Принимается решение поставить ослу памятник, который должен служить напоминанием всем, как может погибнуть государство из-за ничтожного события.
Вольное подражание «Абдеритам» Виланда — комедия немецкого поэта и переводчика Людвига Фульды (1862—1939). Пьеса была создана в 1921 году.
Немецкий скульптор Петер Ленк (род. 1947) создал статую, иллюстрирующую этот рассказ Виланда. Она находится на рыночной площади в городе Биберах-ан-дер-Рис. Статуя представляет фигуру осла, на которой в форме барельефа изображены фигуры, спорящих и дерущихся людей. Среди них присутствуют Гельмут Коль, Ангела Меркель, представители администрации и духовенства города Бибераха. Скульптура была установлена в 2000 году.
Швейцарский писатель и драматург Фридрих Дюренматт сочинил радиопьесу «Процесс из-за тени осла» на данный сюжет (1951, издана 1956). В Абдерах происходит ссора зубного врача и погонщика ослов. Первый берёт у второго осла и укрывается в его тени, погонщик требует дополнительную плату. Спорщики обращаются в суд, их дело вызывает ажиотаж жителей города и раскалывает город на партию Осла и партию Тени. Дело заканчивается разрушением города, а виновник произошедшего — осёл — остаётся цел и невредим. В СССР в 1988 году был поставлен радиоспектакль по этой пьесе (режиссёр А. Бормак), в котором были задействованы артисты: Лев Дуров, Григорий Лямпе, Леонид Каневский. Спектакль неоднократно шёл на провинциальной театральной сцене: в Театре Черноморского Флота РФ имени Б. Лавренёва в Севастополе (2016, режиссёр Сергей Вахтеров), Серпуховском музыкально-драматическом городском театре (2015, режиссёр Пётр Цепенюк). В 1981 году спектакль по этой пьесе поставил Учебный театр в Ленинграде (режиссёр М. Л. Рехельс), но состоялся только один показ его публике.